# Warp Speed Warriors
 (février 2025).
Si vous disposez d'ouvrages ou d'articles de référence ou si vous connaissez des sites web de qualité traitant du thème abordé ici, merci de compléter l'article en donnant les références utiles à sa vérifiabilité et en les liant à la section « Notes et références ».
Albums de DragonForce
Extreme Power Metal
(2019)
Singles
1. Doomsday Party
Sortie : 13 septembre 2023
2. Doomsday Party(feat. Elize Ryd)
Sortie : 1er décembre 2023
3. Astro Warrior Anthem
Sortie : 19 janvier 2024

Warp Speed Warriors est le neuvième album studio du groupe de power metal britannique DragonForce sorti le 15 mars 2024.
A sa sortie, l'album est sorti dans plusieurs formats de vinyl limités (vinyls turquoise marbré ou pourpre) mais également une édition deluxe qui contient un CD bonus de pistes avec les participations de Matthew K. Heafy, Nita Strauss (Astro Warrior Anthem), Alissa White-Gluz (Burning Heart) et Elize Ryd (Doomsday Party - disponible aussi en streaming).

## Liste des morceaux
Les douze pistes de cet album hors bonus sont :
| No  | Titre                                                                                         | Durée |
| --- | --------------------------------------------------------------------------------------------- | ----- |
| 1.  | Astro Warrior Anthem                                                                          | 6:51  |
| 2.  | Power of the Triforce                                                                         | 3:53  |
| 3.  | Kingdom of Steel                                                                              | 4:45  |
| 4.  | Burning Heart                                                                                 | 5:55  |
| 5.  | Space Marine Corps                                                                            | 6:16  |
| 6.  | Prelude to Darkness                                                                           | 0:52  |
| 7.  | The Killer Queen                                                                              | 5:48  |
| 8.  | Doomsday Party                                                                                | 5:15  |
| 9.  | Pixel Prison                                                                                  | 6:41  |
| 10. | Wildest Dreams (Taylor's Version) (DragonForce's Version) (non présent sur le vinyl)          | 2:51  |
| 11. | Astro Warrior Anthem (feat. Matthew K. Heafy, Nita Strauss - sur CD Bonus Deluxe edition)     | 6:51  |
| 12. | Burning Heart (feat. Alissa White-Gluz - sur CD Bonus Deluxe edition)                         | 5:55  |
| 13. | Doomsday Party (feat. Elize Ryd - sur platformes de streaming et CD Bonus Deluxe edition)     | 5:15  |
| 14. | Power of the Triforce (instrumental - sur platformes de streaming et CD Bonus Deluxe edition) | 3:52  |

## Composition du groupe
- Marc Hudson : chant
- Herman Li : guitare, chœurs
- Sam Totman : guitare, chœurs
- Gee Anzalone : batterie, chœurs
- Alicia Vigil : basse, chœurs